# Don Hahn
Don Hahn, född 25 november 1955 i Chicago, Illinois och uppväxt i södra Kalifornien, är en amerikansk filmproducent. Kahn började tidigt intressera sig för animation och musik och började 1976 arbeta hos Walt Disney Productions. Han är en av de mest framgångsrika producenterna inom den animerade filmen.
Hahn är delaktig i skapandet av flera milstolpar inom genren, däribland Vem satte dit Roger Rabbit?, Lejonkungen och den första och hittills enda animerade filmen som blivit nominerad till en Oscar för bästa långfilm - Skönheten och odjuret.
Filmerna har inkasserat nästan 2 miljarder dollar världen över och de filmer han har producerat har nominerats för flera Oscars-statyetter. Hahn är även författare till ett antal böcker inom ämnet animation.

## Filmografi

### Producent
- 1988 – Vem satte dit Roger Rabbit?
- 1991 – Skönheten och odjuret
- 1994 – Lejonkungen
- 1996 – Ringaren i Notre Dame
- 2000 – Kejsarens nya stil
- 2001 – Atlantis - En försvunnen värld
- 2003 – Spökhuset
- 2014 – Maleficent

### Regi
- 1999 – Fantasia 2000